# الحصن (حالمين)

تعديل مصدري - تعديل

الحصن هي إحدى قرى عزلة حبيل الريدة بمديرية حالمين التابعة لمحافظة لحج، بلغ تعداد سكانها 16 نسمة حسب تعداد اليمن لعام 2004.